# Hilda Ram
Maria Mathilda Ramboux, née Hilda Ram le 31 octobre 1858 à Anvers et morte le 12 juillet 1901 dans cette même ville, est une écrivaine belge, active dans le mouvement flamand et le mouvement féministe catholique.

## Biographie

### Jeunesse et formation
Maria Mathile Ramboux naît le 31 octobre 1858 à Anvers, dans une famille aisée de huit enfants dont le père est soldat. Elle étudie à l'école pour professeurs de Wavre-Notre-Dame puis à l'Institut des Ursulines d'Upton, près de Londres. pour apprendre l'anglais.

### Carrière
Ram travaille d'abord comme répétitrice privée et à l'Institut Anna Bijns, mais sa santé fragile l'oblige à arrêter. Elle se consacre alors à l'écriture. Son premier recueil de poèmes, Een Klaverken uit ’s Levens Akker, publié sous le pseudonyme Hilda Ram, paraît en 1884 et connaît un joli succès. En 1890, elle obtient le prix Staatsprijs voor Poezie pour Gedichte. Ses mentors sont, entre autres, Pol de Mont et Jan van Droogenbroeck.
Entre 1894 et 1899, elle publie Wonderland avec Maria-Elisabeth Belpaire, un recueil en cinq volumes de nouvelles et de comtes de fées pour la jeunesse. En 1897, elles créent ensemble l'Extension universitaires pour femmes, un cours de niveau universitaire accessible aux femmes. En 1899, elles fondent le Cercle Constance Teichmann pour promouvoir l'utilisation de la langue flamande auprès des femmes de la classe aisée. Elles créent le magazine littéraire Dietsche Warande en Belfort et Ram siège au premier comité éditorial. Sa santé se dégrade ensuite et elle ne continue pas sa collaboration dans le journal.
Elle est membre du cercle catholique flamingant Eigen Leven, chevalier de l'ordre de Léopold et membre du conseil d'administration des Davidsfonds.
Elle meurt d'un cancer le 12 juillet 1901 à Anvers, elle est enterrée à Berchem.